# Carla Marins
Carla Cristina Marins (Campos dos Goytacazes, 7 de junio de 1968) es una actriz brasileña.
Durante 16 años, con el apoyo de sus padres, Carla Marins comenzó a invertir en su carrera e hizo varias pruebas para el comercio. Su primer trabajo fue un anuncio de McDonald's. Hizo la película para la televisión y la voz en off de la radio. Al mismo tiempo, empezó a asistir a las escuelas de teatro y era consciente de que el mundo necesita de los jóvenes para participar de la novela Hipertensão. Cómo hizo el curso de interpretación con el Wolf Maya, él la invitó a participar en la prueba y fue aprobado.
Tiene en su currículo a actuaciones en las novelas Bambolê, Pedra sobre Pedra, Tropicaliente, História de Amor, La indomable y Una rosa con amor, entre otras novelas.
También participó en el aclamado videoclip del tema "Garota Nacional", de la banda de pop rock y reggae brasileña Skank, lanzado a mediados de los años 90 y polémico en esa época por incluir desnudos femeninos.

## Vida personal
La actriz está casada con el entrenador personal Hugo Baltazar desde 2006, con quien tiene un hijo, León, nacido el 16 de octubre de 2008. Carla está asociado con el Movimento Humanos Direitos.

## Trabajos en la televisión
- 1986 - Hipertensão .... Carola
- 1987 - Bambolê .... Cristina Galhardo
- 1988 - Bebê a Bordo .... Sininho
- 1989 - O Sexo dos Anjos .... Gigi
- 1990 - Delegacia de Mulheres (ep. "Acima de Qualquer Suspeita") .... Alice[12]
- 1990 - A, E, I, O... Urca .... Suzy Lee
- 1990 - Araponga .... Arlete
- 1992 - Pedra sobre Pedra .... Eliane
- 1993 - O Mapa da Mina .... Elisa Souto
- 1993 - Caso Especial (ep. "O Besouro e a Rosa") .... Rosa
- 1994 - Tropicaliente .... Dalila
- 1995 - História de Amor .... Joyce Assunção
- 1997 - La indomable .... Dinorah
- 1997 - A Comédia da Vida Privada (ep. "Papai Foi à Lua") .... Laurinha
- 1998 - Você Decide (ep. "A Neta") .... Andréa
- 1999 - Você Decide (ep. "Assunto de Família")
- 1999 - Vila Madalena .... Nancy Xavier
- 2000 - Brava Gente (ep. "O Casamento Enganoso") .... Estefânia
- 2001 - Puerto de los milagros .... Judite dos Reis
- 2002 - A Grande Família (ep. "Vai Ser Tuco na Vida") .... Rosemary
- 2003 - Sítio do Picapau Amarelo (ep. "O Primo do Carijó") .... Mula sin cabeza / Berta[13]
- 2003 - Kubanacan .... Oleana[14]
- 2005 - Bang Bang .... Alba[15]
- 2006 - Papai Noel Existe .... La hija de Jonas
- 2006 - Pé na Jaca .... Dorinha (Isadora Cabedelo Haddad)[16]
- 2008 - Faça Sua História .... Adalgisa (Gigi)[17]
- 2010 - Una rosa con amor .... Serafina Rosa Petrone
- 2011 - Morde & Assopra .... Amanda Goulart[18][19]
- 2012 - Malhação .... Alice Miranda[20]
- 2013 - As Canalhas (ep. "Irmã Angélica") .... Sor Angélica[21][22]
- 2016 - O Negócio (ep. "O Amigo") .... Cibele
- 2017 - Apocalipsis .... Tiatira Abdul (Titi)[23]
- 2021 - Génesis .... Adalia